# Вотерфлоу (Њу Мексико)
Вотерфлоу (енгл. Waterflow) насељено је место без административног статуса у америчкој савезној држави Њу Мексико.

## Демографија
По попису из 2010. године број становника је 1.670.
| Група             | 2000.    | 2010.       |
| Белци             | 0 (0,0%) | 734 (44,0%) |
| Афроамериканци    | 0 (0,0%) | 12 (0,7%)   |
| Азијати           | 0 (0,0%) | 3 (0,2%)    |
| Хиспаноамериканци | 0 (0,0%) | 171 (10,2%) |
| Укупно            | 0        | 1.670       |